# هوري هيديماسا
هوري هيديماسا (باليابانية: 堀秀政؛ بالكانا: ほり ひでまさ) هو ساموراي ياباني، ولد في 1553 في Mino Province ‏ في اليابان، وتوفي في 28 يونيو 1590.